# خورشید آن ماه
خورشید آن ماه فیلمی به کارگردانی ستاره اسکندری، تهیه‌کنندگی منوچهر محمدی و نویسندگی سمیه تاجیک محصول سال ۱۳۹۹ است. ساخت موسیقی فیلم با حسین علیزاده بوده است. بهرام دهقانی تدوین و مهران ملکوتی صداگذاری آن را برعهده داشته‌اند.

## بازیگران
نازنین فراهانی، پژمان بازغی، امیرحسین هاشمی، بنفشه صمدی، روژین صدرزاده، صادق سهرابی، مهتاب جامی، نکیسا نوری، صادق بلوچی، روژناک شیرانی و مریم بوبانی بازیگران این فیلم هستند.

## نخستین فیلم سینمای ایران به زبان بلوچی
خورشید آن ماه (نخستین فیلم سینمای ایران به زبان بلوچی) در ستایش فرهنگ سیستان و بلوچستان است که با حضور اسحاق بلوچ نسب و برکت برجان نگاهی نو به خود گرفته است. این فیلم در هزارتوی چشم‌اندازهای بکر، موسیقی مسحور کننده و آداب و سنن منطقه، در دل داستان عشقی سرکوب‌شده، می‌کوشد تصویری حقیقی از بلوچستان ارائه دهد که با تصاویر معمول این منطقه و مردمان آن در سینمای مسلط ایران تفاوت‌هایی مهم و بنیادین دارد.

## فرهنگ بلوچستان
خورشید آن ماه انبوهی از نشانه‌های فرهنگ بلوچستان را در خود دارد. زبان، پوشش، غذا، موسیقی. فیلم به رغم نمایش زیبایی‌های طبیعی این استان، از جمله دریا و کوه‌های مریخی، تقریباً هیچ نمای کارت پستالی ندارد و تمام جزئیات، برای روایت یک قصه اجتماعی که پیشینه‌ای کهن دارد، به خدمت گرفته شده. چهره‌پردازی انجام شده نیز در جهت تقویت ظاهر بازیگران و باورپذیری آن‌ها در نقش بومی‌شان، موفق بوده است؛ هم چنان‌که طراحی و چیدمان صحنه و لباس بازیگران و البته همراهی موسیقی حسین علیزاده، به فیلم کمک مؤثری کرده‌اند.